# 奈格林
34°29′N 7°31′E / 34.483°N 7.517°E

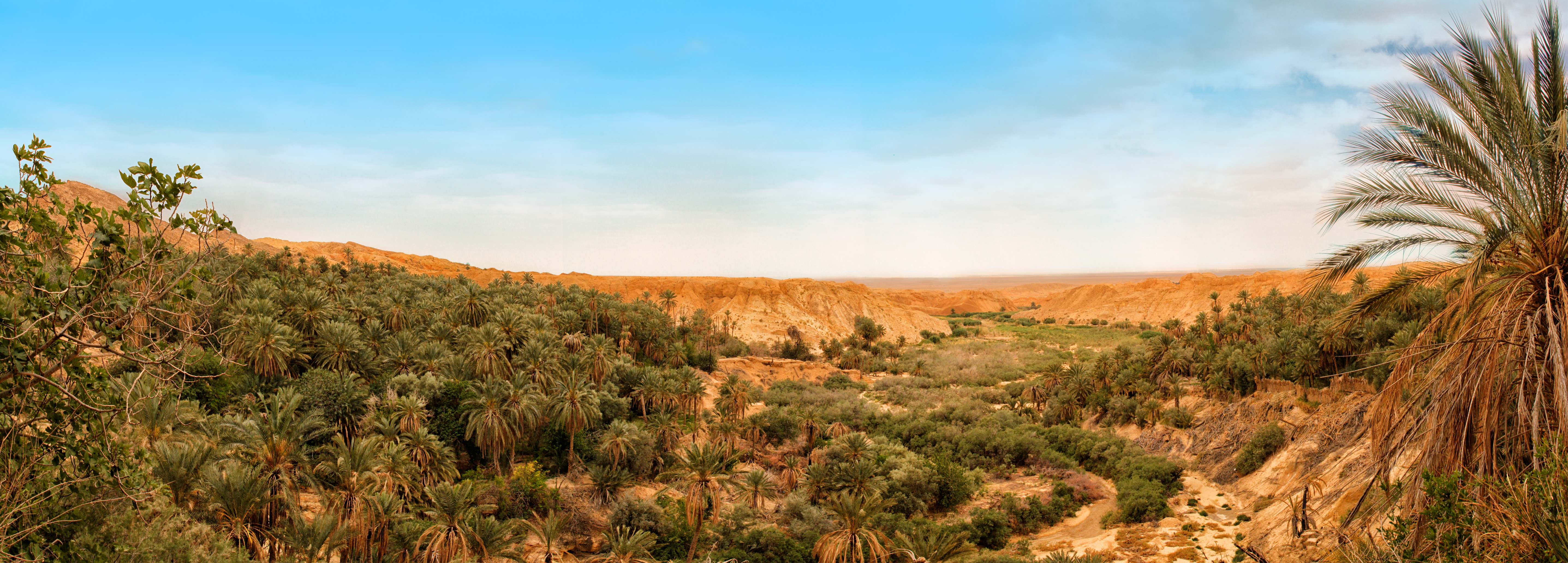

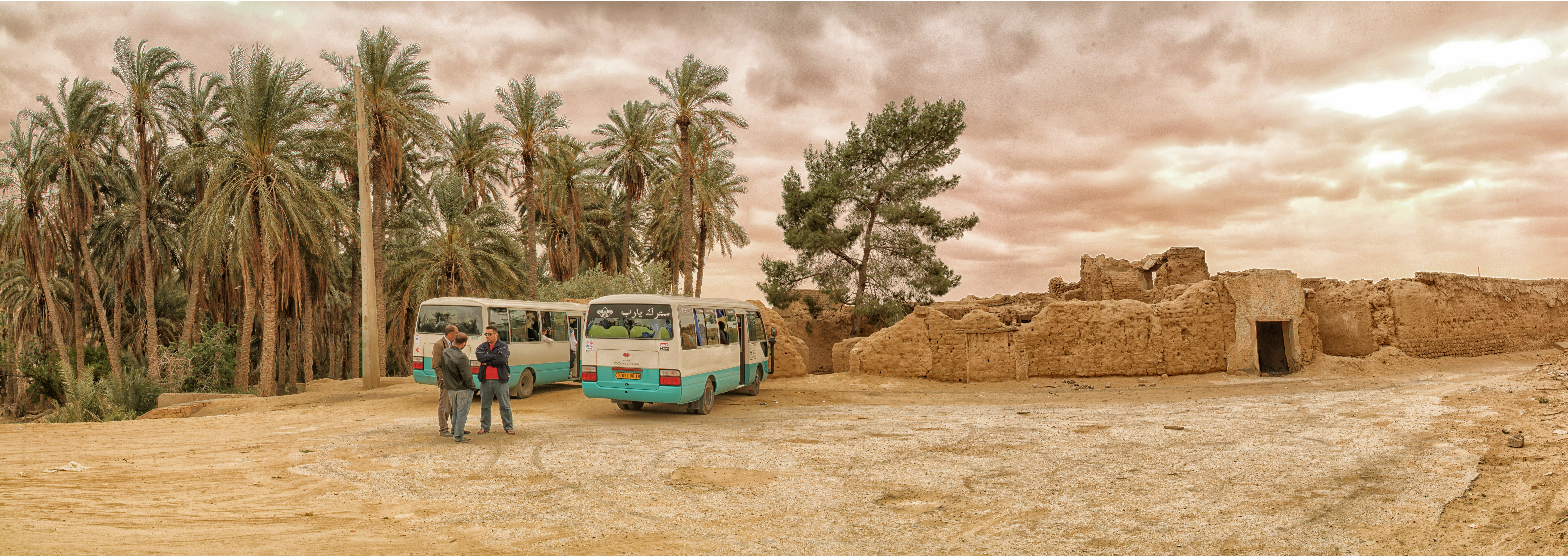

奈格林（阿拉伯语：‎），是阿爾及利亞的城鎮，位於該國東北部，由泰貝薩省負責管轄，是奈格林區的首府，面積1,604平方公里，2008年人口9,445，人口密度每平方公里6人。